# Teoria postępu

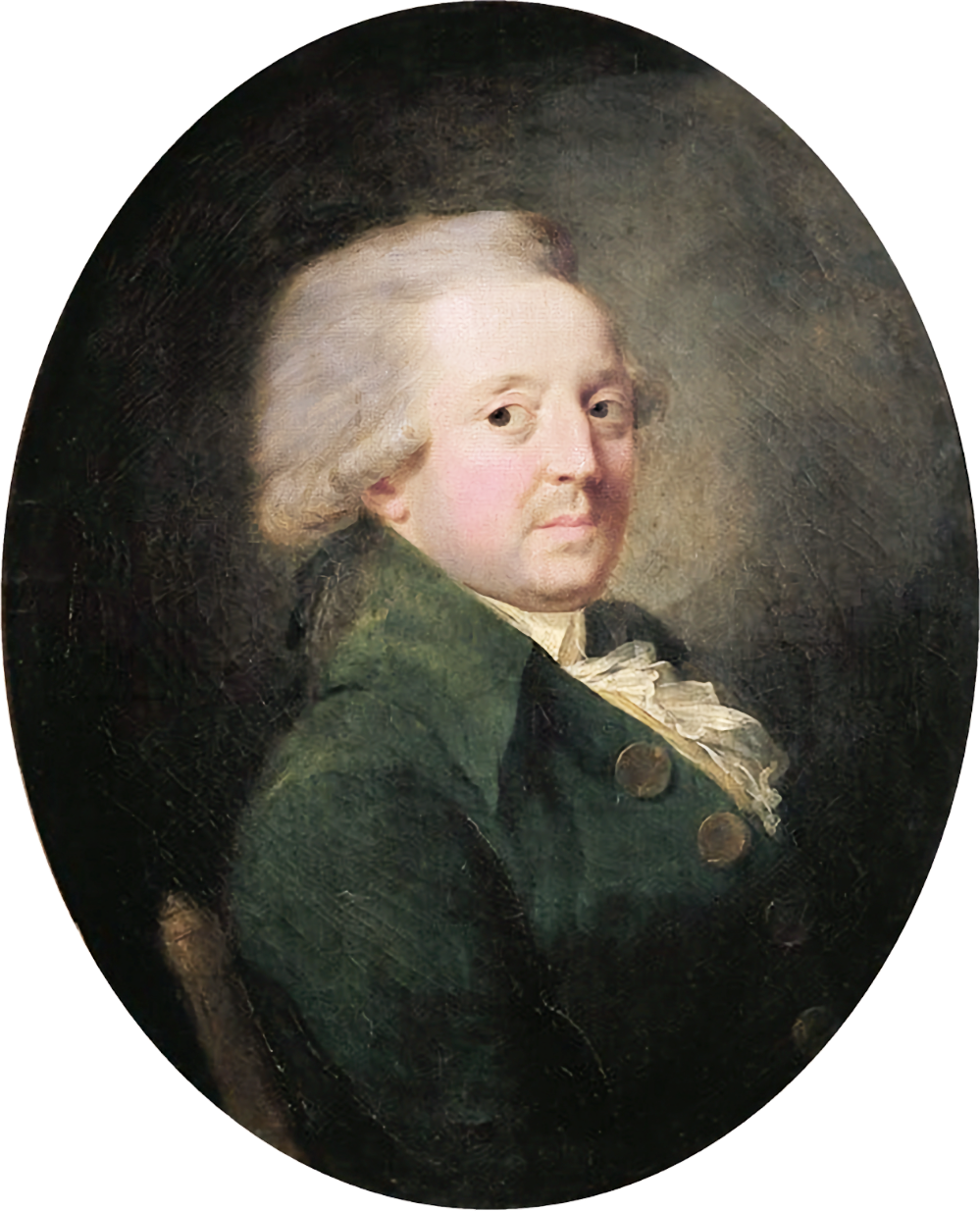
Nicolas de Condorcet

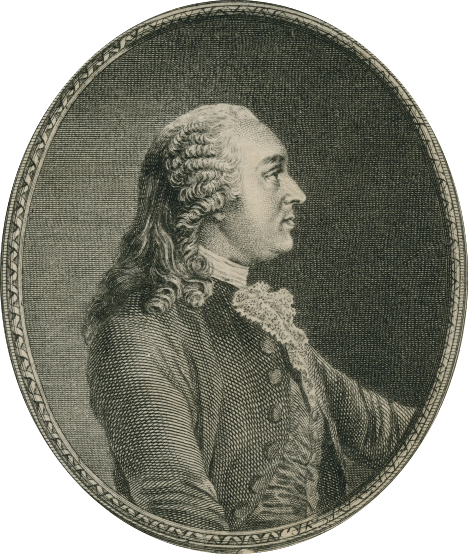
Anne Robert Turgot

Teoria postępu – teoria społeczna stworzona w XVIII wieku przez Jeana Antoine’a Nicolasa de Condorceta oraz Anne Roberta Jacques’a Turgota. Jest ona uznawana za wyraz oświeceniowego optymizmu oraz wiary w potęgę ludzkiego rozumu.
Podstawowe założenia teorii postępu:
- rozwój społeczny ma charakter prawidłowy,
- w rozwoju społecznym regularnie następują po sobie określone fazy (teologiczna, metafizyczna i pozytywistyczna),
- rozwój wszystkich dziedzin ludzkiej kultury kumuluje się,
- istnieje możliwość prognozowania przemian społecznych.

## Nowatorstwo teorii postępu
Nowatorstwo teorii postępu polegało na tym, że stanowiła ona zaprzeczenie tradycyjnego poglądu istniejącego w kulturze europejskiej od początku średniowiecza. Według tego poglądu starożytni badacze i filozofowie osiągnęli szczyty rozwoju myśli i w związku z tym ludzie nowożytni nigdy nie będą mogli nad nimi górować intelektualnie. Pierwsza myśl, że jednak nowożytni badacze mogliby prześcignąć w swych odkryciach starożytnych, pojawiła się w XVII wieku. Myśl ta była przyjmowana z oporami. Powstanie teorii postępu oznaczało zakwestionowaniu wielu poglądów i wartości, z którymi Europejczycy żyli od setek lat. Pojawienie się tej teorii oznaczało: zakwestionowanie autorytetu starożytnych (a także uczonych średniowiecznych, którzy bezwzględnie uznawali autorytet starożytnych); uznanie wbrew tradycji chrześcijańskiej wartości ludzkich osiągnięć, ludzkiego rozumu i wartości życia doczesnego; przyjęcie założenia o stałości praw natury (bez czego nie można by mówić o kumulatywnym rozwoju wiedzy); przyjęcie założenia, że instytucje społeczne nie są dane raz na zawsze, lecz że podlegają one zmianom.

## Popularyzacja teorii postępu
Teoria postępu została wyrażona przez Jeana Antoine’a Nicolasa de Condorceta w pracy Szkic obrazu postępu ducha ludzkiego poprzez dzieje w roku 1794, zaś przez Anne Roberta Jacques’a Turgota w pracy Discours sur l’histoire universelle w roku 1750. Największe znaczenie dla spopularyzowania tej teorii miało dzieło Condorceta, który wywarł zresztą silny wpływ na Auguste’a Comte’a, twórcę socjologii.
Teoria postępu nie zdobyła w XVIII wieku powszechnego zasięgu, choć w tamtym okresie wśród filozofów oświeceniowych powszechne było przekonanie, że świat zmienia się na lepsze. Pojawiła się idea postępu, w którą wierzyli filozofowie i uczeni (np. Wolter), ale w przeciwieństwie do Condorceta i Turgota, nie zadawali oni sobie trudu zbadania istoty postępu.
Teoria postępu wywarła ogromny wpływ na późniejszy rozwój nauk społecznych i filozofii.